# NGC 1445
NGC 1445 (другое обозначение — PGC 13742) — эллиптическая галактика (E) в созвездии Эридан.
Этот объект входит в число перечисленных в оригинальной редакции «Нового общего каталога».
Координаты и описания объекта, данные в обсерватории Лиандер МакКормик, помогают точно идентифицировать его. Высказывались предположения о том, что NGC 1445 является той же галактикой, что и NGC 1434, но это маловероятно.